# 歐特克·克提卡
歐特克·克提卡（波蘭語：Wojciech Kurtyka，1947 年 7 月 25 日出生），生於波蘭克沃兹科附近的斯克辛卡，波蘭著名的登山家和攀岩家，是阿爾卑斯式攀登的先驅者。
1985 年，他攀登了加舒爾布鲁木 IV峰 的「閃耀之壁」，雜誌《攀登》讚譽這條路線為20世紀登山界的最大成就。2016 年，他獲得了金冰斧奬的終身成就獎。

## 成就

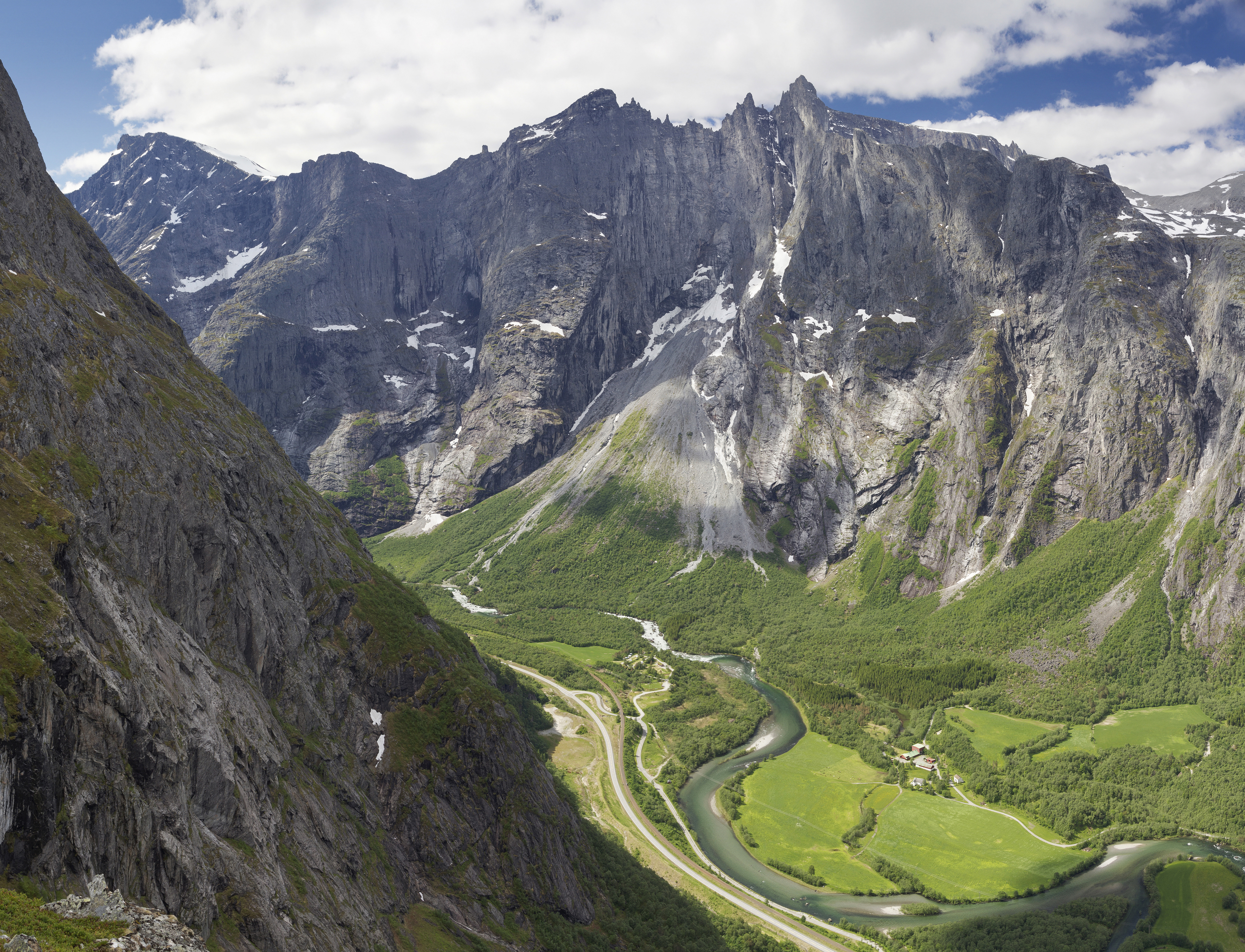
巨魔壁

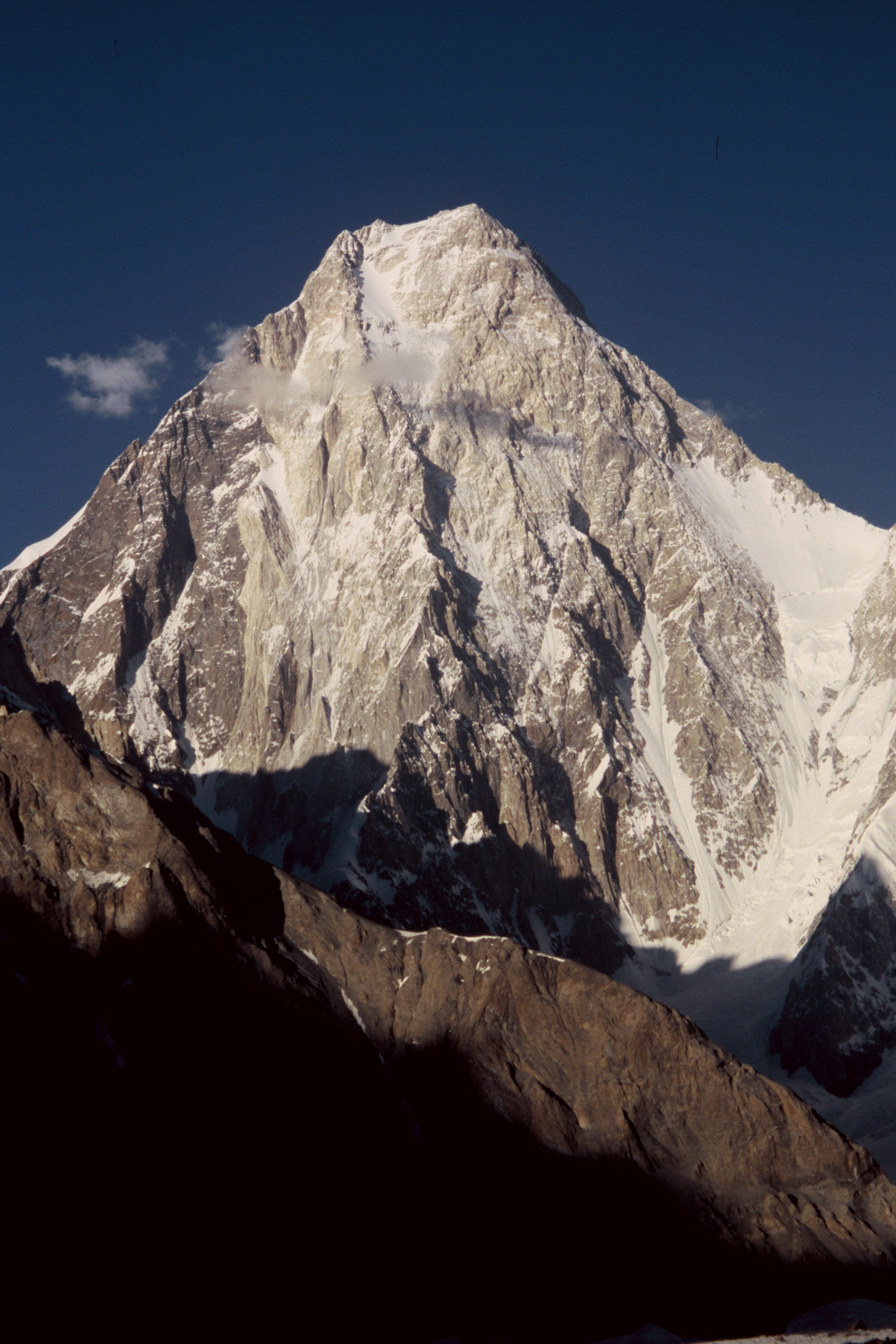
加舒布鲁姆 IV峰的「閃耀之壁」

他在波蘭攀登了很多艱難的攀登——在峭壁上進行自由攀登和徒手獨攀。在㙮特拉山脈，他完攀了多次首次自由攀登，以及冬季首攀，並創造了多條冬攀路線。
1973年初，克提卡在挪威完成了巨魔壁（Troll Wall）的首次的冬季攀登，这是當時歐洲大陸上最高的垂直懸崖（波蘭隊有 4 人，請參見下方的攀登列表），並開始在國際享有盛譽。 1972 年，他開始在亞洲最高山脈群 (Greater Ranges)攀登 ，完成了一次鮮為人知，他卻看来非常重要的攀登——以輕量化的阿爾卑斯式攀登，首攀興都庫什山脈阿徹奇奧奇峰北壁。1974年，他開始在喜馬拉雅山脈攀登。1974年和1976年，分別參與了兩次國家級的波蘭攀登遠征後，他逐漸轉向輕量化的遠征。
他的隊伍均由世界知名的喜馬拉雅登山者組成，其中包括艾利克斯·麥金泰爾(1977，1978，1980，1981），捷西·庫庫奇卡 (1981，1983，1984），道格．史考特 (1993，南迦帕爾巴特峰 )，埃哈德·羅瑞坦 (1988), 1990, 1991, 1997), 萊茵霍爾德·梅斯納爾 (1982, 卓奥友峰嘗試冬攀）, Yasushi Yamanoi (2000, 2001, 嘗試攀K2和托克峰)。
他堅持，即使在最困難的岩壁和最高的山峰上，也要使用最少的裝備，這攀登哲學被他稱為「山之道」（path of the mountain）。
1985 年，克提卡和羅伯特·蕭爾 （奥地利）攀登加舒爾布魯木IV峰的西壁，亦稱「閃耀之壁」（Shining Wall）。雜誌《攀登》選這路線為二十世紀中，最令人印象深刻的十大攀登（包括攀岩、抱石等 ）。
克提卡除了是一名登山家，也是一名作家，曾以波蘭語和英語發表不同的攀岩文章。波蘭當地有一分級自由攀登難度的攀登難度等級系統，也是由克提卡發明的（約在 1980 年）。這個系統採用了一个開放式的等級制，並被稱為「克提卡等級」（Kurtyka Scale），或稱為「克拉科夫等級」（Krakowska Scale）。
2016年，他獲得了金冰斧獎的終身成就獎。

## 記錄

### 岩攀
- 波蘭峭壁，難度最高達 8a、8a+ 的新路線。
- 1993 年，7c+ 路線的徒手獨攀——事實上可能是波蘭最困難的徒手獨攀。

### 八千尺以上的高峰
1. 1980年 — 道拉吉里峰，東壁，新路線，阿爾卑斯式攀登（未登頂），與何內．格里尼（瑞士）、艾利克斯·麥金泰爾 和盧德維克．維爾辛斯基 （波蘭）同攀
2. 1982年 — 布羅德峰，標準路線，阿爾卑斯式攀登，與捷西·庫庫奇卡同攀
3. 1983年 — 加舒爾布魯木I峰，加舒爾布魯木II峰 - 两條新路線，阿爾卑斯式攀登，與捷西·庫庫奇卡同攀（波蘭的艾利克斯·麥金泰爾紀念遠征）
4. 1984 年 — 布羅德峰 ，北峰（新路線）、中峰和主峰，阿爾卑斯式攀登，與捷西·庫庫奇卡同攀，三連峰縱走
5. 1990年 — 卓奥友峰，西南壁，新路線，阿爾卑斯式攀登，與埃哈德·羅瑞坦和尚．托萊同攀
6. 1990年 — 希夏邦馬峰，中央峰頂海至海拔8008錢驗，南壁，新路線，阿爾卑斯式攀登，與埃哈德·羅瑞坦和尚．托萊同攀